# Rexam
Rexam este o companie britanică producătoare de ambalaje, în special pentru industria alimentară. După ce a petrecut o mare parte din viața sa ca producător de hârtie cunoscut sub numele de Bowater, acesta sa diversificat și a devenit un producător de frunte al cutiilor de băuturi. A avut 55 de fabrici în peste 20 de țări din Asia, Europa, America de Nord și America de Sud. În iunie 2016, Rexam a fost achiziționat de compania Ball Corporation pentru 8,4 miliarde de dolari.